# Dresewitz
Dresewitz, auch Tresewitz, ist eine Wüstung bei Gerbstedt in Sachsen-Anhalt.

## Geografie
Dresewitz liegt in einem Tal nördlich von Gerbstedt, hier entspringt ein Rinnsal, es verlässt aber die Wüstung nicht. Vom alten Dorfteich ist nichts mehr zu erkennen, dafür findet man einige Ruinenreste eines neueren Wirtschaftsgebäudes sowie einen größeren Findling. Durch die Wüstung floss ein größerer, heute ausgetrockneter, Bach aus Lodderstedt vorbei. 

## Geschichte
Der Ort Dresewitz war eine slawischer Gründung. Um 1254 besaß die St.-Johannis-Kirche in Schraplau hier 2,5 Hufen Acker, um 1311 besaß der Stephansdom zu Halberstadt hier auch 2,5 Hufen Acker. Dann wurde ein Vorwerk des Klosters Gerbstedt erbaut. Im Jahr 1618 wurde in Dresewitz ein Teich angelegt. Am 4. April 1636 wurde der Ort niedergebrannt.